# Лаблабі
Лаблабі або лаблебі (араб. لبلابي) — це туніська страва на основі нуту в рідкому бульйоні зі смаком часнику та кмину, яку подають на невеликих шматочках черствого хрусткого хліба.
Назва походить від турецького слова leblebi, що означає смажений нут.
Його зазвичай їдять в недорогих ресторанах. До гарячої супової суміші майже завжди додають сире або некруто зварене яйце (таким чином готують), а також оливкову олію, харісу, кмин, каперси, тунець, перець баклуті, іноді оливки, часник і оцет або лимонний чи лаймовий сік. Гарніри можуть включати кінзу (коріандр), петрушку і цибулю-шалот. Традиційний, але рідкісний варіант — гергма — готується з коров'ячими рисаками.
У північній частині країни, так зване бізертське лаблебі — це бутерброд, що складається з тих самих інгредієнтів у багеті з білого хліба. Спочатку лаблабі був стравою для сніданку, яку їли взимку, але зараз його їдять у будь-який час дня і цілий рік. Деякі місця продають його пізніми літніми вечорами, і він особливо популярний серед молоді, яка сподівається уникнути похмілля після нічної гулянки.